# Parametriocnemus vespertinus
Parametriocnemus vespertinus är en tvåvingeart som beskrevs av Ole Anton Saether 1969. Parametriocnemus vespertinus ingår i släktet Parametriocnemus och familjen fjädermyggor.
Artens utbredningsområde är Alberta. Inga underarter finns listade i Catalogue of Life.